# Michail Rafailowitsch Rauchwerger
Michail Rafailowitsch Rauchwerger (russisch Михаил Рафаилович Раухвергер; * 21. Novemberjul. / 4. Dezember 1901greg. in Odessa; † 18. Oktober 1989 in Moskau) war ein russischer Komponist, Pianist und Pädagoge.

## Leben
Rauchwerger studierte am Moskauer Konservatorium bei Felix Blumenfeld und wirkte dort von 1930 bis 1941 als Klavierlehrer. Danach lebte er als freischaffender Komponist. Er komponierte mehrere Opern und Ballette, eine Sinfonie und eine sinfonische Suite, ein Cellokonzert, drei Streichquartette, Klavierstücke, mehr als vierhundert Chorwerke und Lieder sowie Schauspiel- und Filmmusiken.

## Werke (Auswahl)
- Kolobok. Ballett in vier Bildern (1974), Hamburg: Sikorski[1]

## Filmmusiken
- 1937: Es blinkt ein einsam Segel (Белеет парус одинокий)
- 1960: Der Morgenstern, Ballettfilm
- 1969:  Das alte Haus (Старый дом)[2]